# Сезон ДТМ 1986

## Календар
| Дата   | Трасса        | Дистанція                  | Переможець           | Автомобіль                |
| 30.03. | Золдер        | 24 x 4,262 км = 102,288 км | Курт Тіім            | Rover Vitesse             |
| 13.04. | Хокенхаймринг | 15 x 6,797 км = 101,955 км | Пер-Гуннар Андерссон | Вольво 240 Турбо          |
| 27.04. | Нюрбургринг   | 25 x 4,542 км = 113,550 км | Фолькер Вайдлер      | Mercedes-Benz 190E 2.3-16 |
| 11.05. | АФУС          | 13 x 8,110 км = 105,430 км | Фолькер Вайдлер      | Mercedes-Benz 190E 2.3-16 |
| 01.06. | Майнц-Фінтен  | 45 x 2,250 км = 101,250 км | Klaus Niedzwiedz     | Ford Sierra XR4Ti         |
| 08.06. | Вунсторф      | 20 x 5,050 км = 101,000 км | Курт Тіім            | Rover Vitesse             |
| 13.07. | Нюрбургринг   | 23 x 4,542 км = 104,466 км | Курт Тіім            | Rover Vitesse             |
| 17.08. | Золдер        | 24 x 4,192 км = 100,608 км | Курт Кеніг           | BMW 635 CSi               |
| 21.09. | Нюрбургринг   | 23 x 4,542 км = 104,466 км | Мануель Ройтер       | Ford Sierra XR4Ti         |

## Результати
| Позиція | Гонщик               | Автомобіль                      | Золдер | Хок | Нюрб | АФУС | Майнц | Вунст | Нюрб | Золдер | Нюрб | бали |
| 1       | Курт Тіім            | Rover Vitesse                   | 1      | н/ф | 2    | 4    | 3     | 1     | 1    | 13     | 4    | 130  |
| 2       | Фолькер Вайдлер      | Mercedes-Benz 190E 2.3-16       |        |     | 1    | 1    | 4     | 2     | 2    | 15     | 2    | 113  |
| 3       | Пер Стуресон         | Volvo 240 turbo                 | 3      | 2   | 9    | 7    | 11    | 7     | 11   | 2      | 13   | 108  |
| 4       | Курт Кеніг           | BMW 635 CSi                     | 4      | 4   | 24   | 6    | 8     | 13    | 5    | 1      | 9    | 104  |
| 5       | Фолькер Штричек      | BMW 635 CSi                     | 12     | 13  | 8    | 9    | 6     | 9     | 6    | 5      | 8    | 95   |
| 6       | Klaus Niedzwiedz     | Ford Sierra XR4 Ti              | 6      | 3   | 4    | н/ф  | 1     | н/ф   | 10   | 9      | н/ф  | 83   |
| 7       | Anton Goeser         | BMW 635 CSi                     | 20     | 11  | 7    | н/ф  | 2     | 8     | 3    | 8      | н/ф  | 76   |
| 8       | Пер-Гуннар Андерссон | Volvo 240 turbo                 | 2      | 1   | 5    | дскв | н/ф   | 5     | н/ф  |        | 10   | 75   |
| 9       | Manuel Reuter        | Ford Sierra XR4 Ti              | н/ф    | 12  | н/ф  | н/ф  | 7     | 4     |      | 4      | 1    | 69   |
| 10      | Fritz Müller         | BMW 635 CSi                     | н/ф    | 6   | 6    | 8    | н/ф   | 10    | 7    |        | 19   | 58   |
| 11      | Beate Nodes          | Ford Sierra XR4 Ti              | 18     | 9   | 11   | 3    | 14    | 11    | н/ф  | 18     | 12   | 56   |
| 12      | Франц Кламмер        | Mercedes-Benz 190E 2.3-16       | 10     | н/ф |      | н/ф  | 5     | 3     | 19   | 16     | 7    | 54   |
| 13      | Johannes Breuer      | Mercedes-Benz 190E 2.3-16       | 11     | 7   | 22   | 2    | 12    | 14    |      |        |      | 50   |
| 14      | Walter Prüser        | BMW 325i                        | 16     | 15  | 12   | 11   | 15    | 18    | 12   | 11     |      | 45   |
| 15      | Олаф Мантей          | BMW 325i                        | 8      | н/ф | 3    | 5    | н/ф   |       |      | 17     | 16   | 43   |
| 15      | Walter Mertes        | Ford Sierra XR4 Ti              | 9      | н/ф | н/ф  | н/ф  | 10    | 17    | 13   | 3      | н/ф  | 43   |
| 17      | Петер Оберндорфер    | Mercedes-Benz 190E 2.3-16       | 7      | 18  |      |      |       | 6     | 9    | дскв   | 3    | 39   |
| 17      | Joachim Winkelhock   | BMW 325i                        |        | н/ф | н/ф  |      | 17    |       | 8    | н/ф    | 6    | 39   |
| 19      | Роланд Аш            | Ford Mustang Ford Sierra XR4 Ti | 5      | 19  |      | н/ф  |       |       | 4    |        |      | 29   |
| 20      | Peter Kroeber        | Volvo 240 turbo                 |        | 10  | 15   |      | н/ф   | 15    | 16   |        |      | 20   |
| 20      | Heinz-Friedrich Peil | Volvo 240 turbo                 | н/ф    | 8   | 17   | н/ф  | н/ф   | 12    |      | н/ф    |      | 20   |
| 22      | Karl-Heinz Schäfer   | BMW 635 CSi                     | 15     | н/ф | 13   | 10   | н/ф   |       |      |        |      | 19   |
| 23      | Reinhold Gröpper     | Ford Mustang                    |        | 14  |      | н/ф  | 13    | н/ф   | 14   |        | 17   | 18   |
| 24      | Hermann Behrens      | Nissan Silvia RS                | 19     | 17  | н/ф  |      | 16    | 16    | 17   | н/ф    | 14   | 15   |
| 25      | Клаус Людвіг         | Ford Sierra XR4 Ti              | н/ф    | 5   |      |      |       |       | н/ф  |        |      | 14   |
| 25      | Jörg van Ommen       | Mercedes-Benz 190E 2.3-16       |        |     |      |      |       |       |      |        | 5    | 14   |
| 27      | Бернд Шнайдер        | Ford Sierra XR4 Ti              |        |     |      |      |       |       |      | 14     | 11   | 13   |
| 27      | Leopold Gallina      | Mercedes-Benz 190E 2.3-16       |        | н/ф |      |      |       |       |      | 10     | 15   | 13   |
| 27      | Петер Джон           | Chevrolet Camaro                |        |     |      |      |       |       |      | 6      | 22   | 13   |
| 30      | Arthur van Dedem     | BMW 325i                        |        |     |      |      |       |       |      | 7      |      | 12   |
| 31      | Kris Nissen          | Mercedes-Benz 190E 2.3-16       |        |     |      |      | 9     |       |      |        |      | 10   |
| 32      | Heinz-Otto Fritzsche | Opel Manta GTE                  |        |     | 10   |      |       |       |      |        |      | 9    |
| 33      | Харальд Грохс        | Ford Sierra XR4 Ti              | н/ф    |     | н/ф  | н/ф  |       | н/ф   |      | 12     |      | 7    |
| 34      | Rolf Göring          | BMW 635 CSi                     | 13     |     | н/ф  |      |       |       |      |        |      | 6    |
| 35      | Fritz Möller         | BMW 635 CSi                     |        |     | 14   |      |       |       |      |        |      | 5    |
| 35      | Bert Moritz          | Chevrolet Camaro                | 17     | 16  |      |      |       |       |      |        |      | 5    |
| 35      | Peter Faubel         | BMW 635 CSi                     | 14     |     |      |      |       |       |      |        |      | 5    |
| 38      | Wolfgang Offermann   | Opel Manta GTE                  |        |     | н/ф  |      |       |       | 15   |        |      | 4    |
| 39      | Dieter Schäfer       | BMW 635 CSi                     |        |     | 16   |      |       |       |      |        |      | 3    |
| 40      | Antoine Seyler       | Ford Capri                      |        |     |      |      |       |       |      |        | 18   | 1    |
| 40      | Freddy Kottulinsky   | Audi 200 quattro                |        |     |      |      | н/ф   |       | 18   |        |      | 1    |
| 40      | Christoph Esser      | Opel Manta GTE                  |        |     | 18   |      |       |       |      |        |      | 1    |

## Золдер
Поул-позицію завоював Грохс (тепер на Сьєрра-турбо), він і стартував з першої позиції в цій дощовій гонці.
В Золдері були присутні багато нових автомобілів і кілька нових пілотів, команда «Нікель» втратила сою підтримку від Austin Rover Німеччина, але протрималась на деталях від ТВР, Denloc Dunlop поставив чемпіону німецької серії F3 1984 Курту Тііму шини, і Курт виграв першу гонку.
Або Тіім, або один з шести пілотів Сьєрри мали б перемогти, як вважали експерти, але Людвіг невдовзі зійшов з дистанції, так само, як Пейл (Volvo). Грохс лідирував до дев'ятого кола, коли розпочався дощ: Тіім перехопив ініціативу на себе і почав нарощувати перевагу. На одинадцятому колі під проливним дощем в аварію потрпив один із BMW купе, судді викинули червоний прапор. Через 20 хвилин був цей рестарт, вже на повністю мокрій трасі, пілоти стартували в порядку, Тіім, Грохс, Рейтер, Андерссон, Мертес, Мантей і 18 інших.
Шведська Вольво з їх м'якою підвіскою і шинами Goodyear тепер мала перевагу і взяла на себе ініціативу, Андерссон випередив Стуресона і вони першими прийшли на фініш. За ними прийшли Кеніг, Ніедзвітц і Тіім, перемоги якого з першій гонці було більш ніж достатньо для загальної перемоги. Його найближчий суперник з першої гонки, Грохс, мав боротьбу з Фордом Рейтера, що закінчилося сходом для обох.

## Хоккенхайм
Завдяки домінуванню в 1985 році, Вольво мали ваговий гандикап і були доволі важкими в цьому сезоні — 1400 кг. Однак, автомобілі прекрасно підходили для швидкої траси в Хоккенхаймі, вже після другого кола Андерссон і Стуресон лідирували. Тіім, що стартував з поула, мав поганий старт і в першій шикані його протаранив ззаду Рейтер, що закінчилося сходом. За парою Вольво, розгорілася боротьба за третє місце між Ніедзвітцем (Сьєрра), Оберндорфер (AMG Mercedes) і Кеніг (BMW 635). Оберндорфер і Кеніг не уникнули зіткнення, що мало катастрофічні наслідки для водія Mercedes, це дало змогу Ніедзвітц зайняти третє місце.

## Нюрбургринг
Марко-AMG Mercedes вже мав деякі перспективні виступи, але на той час перша перемога в ДТМ була саме тут. І не Оберндорфера, який в цей час виступав у гонках Renault Alpine в Імолі, а його дублера Вайдлера. Третій стартовій решітці, він швидко захопив лідерство, тільки Тіім зміг змагатися з ним, — але легший Mercedes міг переваги на пізнішому гальмуванні. Товариш по команді Кламмер, що стартував четвертим, потрапив в аварію в розігрівочному колі і не стартував. Більше інцидентів в гонці: Герінг і Бехренс зіткнулися, так само як Вінкельхок і Стуресон. Мантей посів третє місце, а найшвидший Форд Ніедзвітца посів четверте місце.

## АФУС
Супер швидкий трек АФУС найімовірніше мав би переможця з турбо-двигуном. Ніедзвітц зайняв поул, але як не дивно Вайдлер був другим на стартовій решітці. Після початку Ніедзвітц лідирував, в той час як товариш по команді Грохс зійшов з поломкою турбонагнітача. Невдачі переслідували Сьєрри: Мертес вилетів з треку в шикані, а потім автомобіль Ніедзвітца зійшов з пошкодженням свічки запалювання. Залишився тільки Рейтер, який був позаду Мерседеса Вайдлера. Сходи тривали: Goeser втратив колесо, Кламп пошкодив паливну систему в шикані, Роланда Аша вибив інший V8.
Рейтер, нарешті, обійшов Мерседес Вайдлера, але потім у повороті Nordkurve втратив керування і розбив автомобіль — заднє колесо і підвіска були відірвані. Вайдлер отримав перемогу, що забезпечило йому постійне місце в команді AMG Марко. Андерссон посів друге місце, але був виключений, оскільки його автомобіль був легший на 14 кг, ніж це дозволялось для Вольво. Таким чином, Мерседес завоював подвійну перемогу — на другій позиції опинився Брейер. Третю позицію зайняв останній з Сьєрра -автомобіль Беате Нодес; це був перший подіум у ДТМ для жінки.

## Майнц-Фінтен
Нарешті, Форд переміг. Кламмер дуже невдало стартував з поул-позиції, Ніедзвітц захопив лідерство. В кінці гонки його переслідував Тіім, майже висів на задньому бампері Форда — здавалося, лише питання часу, коли Ровер здійснить обгін, — але Тіім помилився у гальмуванні. Стуресон був також поруч в цей час, але після зіткнення з Тіімом він відкотився на одинадцяту позицію.
Після помилки, Тіім повернувся на третій позиції позаду Госера і його BMW з новим двигуном Schnitzer.

## Вунсторф
На першому ж колі Ніедзвітц втратив керування і повністю розбив автомобіль. частини його Сьєрра навіть пошкодили автомобіль його напарника по команді. Несподіваним лідером став Зепп Хайдер на другому Мерседесі команди Scuderia Kassel, але невдовзі він розбив автомобіль.
Все виглядало як чергова перемога Вайдлера коли він почав останнє коло з комфортним відривом від Курта Тііма. Але потім, на виході з шикани зникла друга передача — і він втратив позицію, натомість, зумів прийти другим.
Кламмер посів третє місце, після чудової гонки, обігнавши Вольво.

## Нюрбургрінг
Ніедзвітц стартував з поула, в той час Вайдлер зіткнувася з товаришем по команді Кламмером — який своєю чергою протаранив Фріца Мюллера. Але у Ніедзвітца виникли проблеми з паливним насосом, Тіім захопив лідерство, Вайдлер намагався повернути втрачені позиції після старту, змагаючись з Госером за другу позицію, і йому це вдалося. Четвертим прийшов Аш, який підміняв Рейтера за кермом Сьєрри і став найкращим серед водіїв Форда. Ніедзвітц прийшов лише десятим.

## Золдер
На цьому етапі Тііму для чемпіонства потрібно було отримати на три бали більше, ніж Вайдлер. Але Тіім кваліфікувався лише десятим, а Вайдлер сьомим і перший ряд на старті зайняли два Мерседеса: ван Оммен отримав поул, але по дорозі в бокси його задня підвіска зламався, до гонки полагодити автомобіль було неможливо. Інший автомобіль команди Scuderia Кассель стартував з першої позиції, Оберндорфер за кермом. «Обі» узяв на себе ініціативу, але коли Вінкельхок намагався його обійти, він пошкодив через бордюри картер, залишивши довгий слід оливи на треку. Автомобіль безпеки виїхав на трасу, звівши до нуля відрив між Оберндорфером і його переслідувачами Кенігом і Ніедзвітцем. Перевагу на новому асфальті несподівано отримали пілоти з гумою Goodyear, Pirelli (Вайдлер), як і Dunlop (Тіім) поступилися. Оберндорфер прийшов першим, обійшовши Кеніга, Рейтер фінішував третім. У передостанньому колі, Тіім мав всі шанси завоювати чемпіонський титул — Вайдлер залишив трек для заміни зношених шин, і повернувся лише на в 16-му місці. Тіім був одинадцятим, і це дозволяло йому стати чемпіоном, але його передня підвіска зруйнувалася, і він був класифікований 14, лише за два місця попереду Вайдлера — цього було недостатньо. Оберндорфер вже пив шампанське на подіумі, коли його автомобіль був дискваліфікований: випускний колектор був на 0,3 мм понад ліміт, помилка команди. Кеніг був проголошений переможцем, а всі інші переїхали одне місце вгору.

## Нюрбургрінг
Володар поул позиції Ніедзвітц мав всі шанси на перемогу, але зійшов з дистанції через поломку турбо. Пітер Джон, у своїй останній гонці DTM з Шевролет Камаро, в якого спливав термін омологації стартував другим на стартовій решітці, але прийшов лише останнім.
Переконливу перемогу наприкінці невдалого сезону отримав Рейтер, з п'ятої позиції він вибився у лідери і завдяки шинам Dunlop, зумів втримати перевагу. Команда ATN після четвертого місця Курта Тііма відсвяткувала перемогу в чемпіонаті. Його єдиний суперник Вайдлер фінішував другим, але на останній гонці ситуацію могла виправити лише перемога, за умови, що Тіім не отримає ані бала. Третім на подіум прийшов Оберндорфер.

## Інші учасники
Пілоти, які брали участь в чемпіонаті, але не отримали жодного бала:
J. Dauer (D) BMW 325i
R. Cyriel (B) BMW 635 CSi
L. Wagner (D) BMW 325i
K.-H. Dahlemann (D) Opel Manta
M. Wollgarten (D) Opel Manta
W. Felder (D) BMW 528i
N. Bormann (D) VW Golf GTi
N. Mahlberg (D) VW Golf GTi
R. Sazma (D) Toyota Corolla GT
H. Vöhringer (D) Fiat Ritmo Abarth 130 TC
J. Fritzsche (D) Opel Manta
J. Haider (A) Mercedes 190E 2.3-16
M. Burkhard (D) Ford Escort
M. Kopf (D) Alfa Romeo 75
W. Busch (D) Alfa Romeo GTV6
V. Schneider (D) Ford Mustang